# Inval-Boiron
Inval-Boiron är en kommun i departementet Somme i regionen Hauts-de-France i norra Frankrike. Kommunen ligger i kantonen Oisemont som tillhör arrondissementet Abbeville. År 2022 hade Inval-Boiron 120 invånare.

## Befolkningsutveckling
Antalet invånare i kommunen Inval-Boiron
| Referens: INSEE |